# Gottlieb Christian Kreutzberg

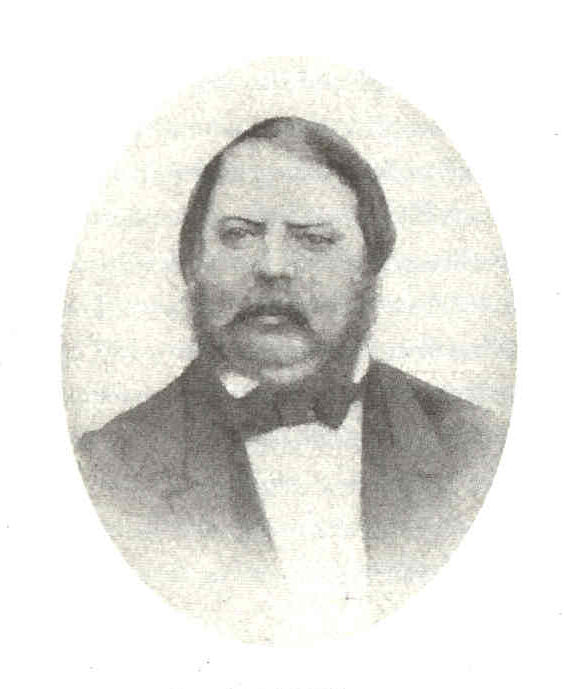
Gottlieb Christian Kreutzberg, um 1850

Gottlieb Christian Kreutzberg (* 1810 oder 1814 vermutlich in Borxleben; † 30. Mai 1874 in Leipzig) war ein deutscher Tierschausteller und führte über mehr als 30 Jahre die Menagerie Kreutzberg, eine der bekanntesten Wandermenagerien des 19. Jahrhunderts.

## Leben und Wirken
Der Schausteller, dessen genaues Geburtsdatum unbekannt ist, verließ sein Elternhaus in Borxleben, etwa 20 Kilometer entfernt vom Kyffhäuser, offenbar früh und soll – so die Berichte – zunächst als Bänkelsänger und Leierkastenmann durch die Lande gezogen sein, bis er durch Heirat mit der Schaustellertochter Franziska Philippine Lohrig aus Osterburg (Altmark) zu Geld gekommen sei. Im Jahr 1837 erwarb er von Wilhelm van Aken zahlreiche Tiere aus dessen Königlich privilegierter Menagerie; 1849 übernahm er auch die Menagerie Anton van Akens, des älteren Bruders von Wilhelm. Diese Tierbestände bildeten den Grundstock für die Menagerie Kreutzberg, die in den folgenden gut drei Jahrzehnten erfolgreich durch Deutschland zog; als Heimatadresse gab der Schausteller Reichenbach bei Görlitz im damals preußischen Teil der Oberlausitz an. Um 1865 verkaufte er sein Unternehmen an Carl Hagenbeck; zwei seiner Söhne reisten unterdessen mit eigenen Tierschauen. Mit einer Anfang der 1870er Jahre neuerworbenen Menagerie ging er auf eine Tournee durch Russland und gastierte 1872 noch einmal in Leipzig. Danach verliert sich seine Spur bis zu seinem letzten Aufenthalt in Leipzig 1874, wo er am 30. Mai starb. Seine Menagerie übernahm ein Gottlieb Kallenberg aus Metten.
Nach den Akten war Gottlieb Kreutzberg dreimal verheiratet; testamentarisch sind sieben Kinder erwähnt, darunter einige unehelich geborene. Am 2. Juni 1874, zwei Tage nach seinem Tod, fand in Leipzig eine Trauerfeier statt; ein Jahr später, 1875, wurde eine Löwenskulptur aus Stein auf seinem Grab aufgestellt, die noch heute auf dem Alten Johannisfriedhof erhalten ist. Gottlieb Christian Kreutzberg war der Urgroßvater des Tänzers Harald Kreutzberg.

## Menagerie Kreutzberg

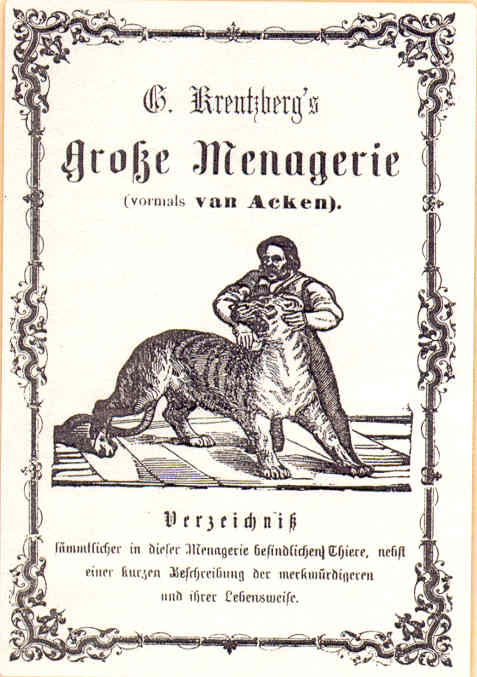
Broschüre der Menagerie Kreutzberg

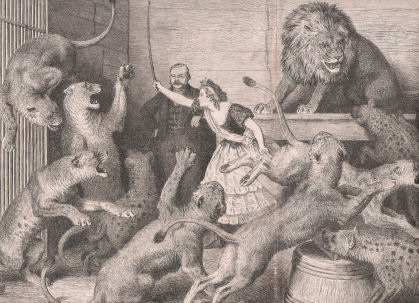
Heinrich Leutemann: Gottlieb Christian Kreutzberg im Raubtierkäfig mit Dompteuse

Nach dem Erwerb der Tierbestände aus der niederländischen Menagerie van Aken baute Kreutzberg seine Tierschauen ständig aus. Seine Tiere kaufte er seit den 1850er Jahren im Wesentlichen bei dem international tätigen Tierhändler Charles Jamrach in London, gehörte aber auch zu den Kunden des zunehmend erfolgreichen Tierhändlers Carl Hagenbeck in Hamburg. Eine Broschüre des Schaustellers, die als Reklame ständig aktualisiert wurde, weist in den 1850er Jahren über 50 Tierarten auf, darunter neben Großkatzen und Dickhäutern auch Antilopen, Giraffen und Gürteltiere. 1865 zeigte Kreutzberg 14 Löwen, sechs Leoparden, zwei Jaguare sowie einen Tiger und einen Panther. Ein 22-jähriger Berberlöwe, eine heute ausgestorbene Art, wurde als ältestes Exemplar der Menagerie verzeichnet.
Kreutzberg trat mit seinen Tierschauen vor allem in den großen deutschen Städten zur Zeit der Frühjahrs- und Herbstmessen auf. In Schweden und in Russland war er ebenfalls mit seiner Menagerie unterwegs. Er nutzte zur Reklame nicht nur die Möglichkeiten der Ankündigungszettel und Broschüren, sondern setzte sich selbst diesbezüglich in Szene. In Breslau führte er zwei Geparden auf der Straße spazieren. Nach den Vorstellungen konnten die Zuschauer Hefte erwerben, in denen die Darbietungen nachzulesen waren. Für regelmäßige Besucher bot er Abonnements an, der Einzeleintritt bewegte sich zwischen 3 und 15 Neugroschen, ein seinerzeit hoher Preis. Durch Seuchen und Unfälle waren Kreutzbergs finanzielle Verluste nicht gering. Nach einem Zeitungsbericht im Gothaer Tageblatt vom 26. August 1859, der sich auf Nachrichten aus St. Petersburg berief, war die Menagerie Kreutzberg bei einer Überfahrt nach Wyborg auf der Ostsee durch ein Leck im Schiff schwer geschädigt worden; man habe – wie berichtet wurde – „sämmtliche Thiere mit ihren vergitterten Kästen über Bord“ werfen müssen. Wie groß der Verlust an Tieren tatsächlich war, blieb unbekannt. Auf seiner Russland-Tournee verlor Kreutzberg innerhalb weniger Tage durch Krankheit nahezu seinen gesamten Bestand an Großkatzen.
Eine Besonderheit von Kreutzbergs Menagerie bestand in den Auftritten weiblicher Dompteure im Löwenkäfig. So engagierte er die Tochter eines dänischen Zauberkünstlers und eine Sängerin aus Stockholm für diese Partie. Die „siebzehnjährige Schwedin“ wurde so erfolgreich, dass Kreutzberg auch seine Tochter Emilie in dieser Rolle auftreten ließ, bis diese von einer Hyäne gebissen wurde und ihre Dompteusenkarriere beendete. Ab 1863 änderte Kreutzberg sein Programm, das er bislang vor allem mit dem Vorführen und Erklären seltener Tierarten, den Kunststücken dressierter Wildtiere und der obligaten Fütterung bestritten hatte, indem er nunmehr die Peitsche einsetzen ließ, um die wilden Tiere an die Gitterstäbe der Käfige zu treiben und dadurch den Wunsch des Publikums nach Nervenkitzel zu bedienen. Eine zeitgenössische Darstellung des Tiermalers Heinrich Leutemann, die Kreutzberg im Hintergrund und eine peitschenschwingende junge Dame zeigt, verdeutlicht die Intention dieser Vorführungen.